# Marino Busdachin
Marino Busdachin (* 1956 in Umag; † 7. Juni 2023) war ein italienischer Menschenrechtsaktivist und Generalsekretär der Organisation der nicht-repräsentierten Nationen und Völker (UNPO).

## Leben
Busdachin kam im damals bereits zwischen Italien und Kroatien aufgeteilten Freien Territorium Triest zur Welt und wurde mit seiner Familie in den frühen 1960ern in Italien eingebürgert. In den 1970ern studierte er in Triest Jura; ab 1974 war er Mitglied der italienischen radikal-liberalen Partito Radicale, bei der er auch früh in den Vorstand gewählt wurde. Von 1978 bis 1982 war er Vertreter der Partei im Triester Kommunalparlament. Als Menschenrechtsaktivist setzte er sich in den 1980ern für das Recht auf Kriegsdienstverweigerung, auf Scheidung und auf Abtreibung ein.
In den späten 1980ern wurde er aufgrund politischer Tätigkeit in Bulgarien (1982) und der Sowjetunion (1989) kurzzeitig inhaftiert. Bei der Umstrukturierung in seiner Partei in eine transnationale Bewegung (Umbenennung 1989 in Transnational Radical Party) koordinierte er zwischen 1989 und 1993 die Etablierung der TRP in der Sowjetunion und in Jugoslawien. Von 1993 bis 1998 war er in eine Kampagne involviert, die sich bei den Vereinten Nationen für die Abschaffung der Todesstrafe einsetzte. Zugleich trug er zur Anerkennung der ehemaligen politischen Partei als NGO durch die UNO bei.
Von 1995 bis 2000 betätigte er sich als Aktivist für die Einrichtung von Tribunalen gegen Kriegsverbrechen und leitete die US-Abteilung von No Peace Without Justice. Von 2003 bis 2005 hatte er das Amt des Executive Directors bei der UNPO inne und wurde 2005 deren Generalsekretär.